# Bible atlantique

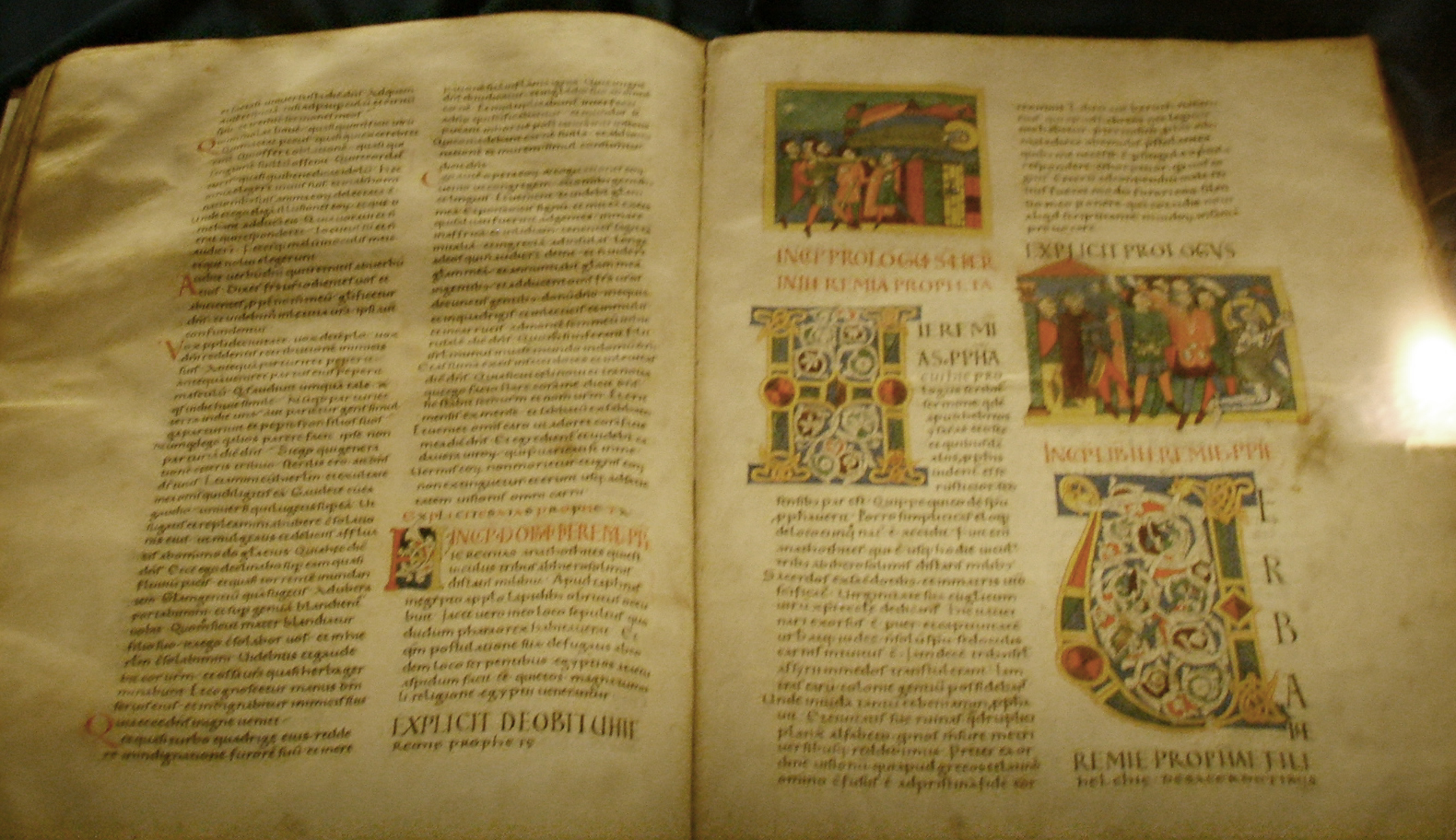
Bible de Santa Maria del Fiore, bible atlantique fabriquée en Toscane au XII.

Une bible atlantique est un manuscrit de la Bible enluminé, de grande dimension exécuté dans l'Italie centrale entre le milieu du XIe siècle et la seconde moitié du XIIe siècle. Produit dans le contexte de la réforme grégorienne, elles contribuaient à promouvoir la primauté du texte biblique dans la propagation de la réforme en Italie et dans l'Europe médiévale en général. Une centaine de manuscrits de ce type sont encore recensés dans le monde.

## Origine
La réforme grégorienne concourt à renouveler l'intérêt pour la copie de manuscrits bibliques au milieu du XIe siècle. La réforme crée de nouveaux besoins de supports liturgiques. Des manuscrits de grande taille permettent de rédiger le texte biblique in extenso et sans abréviation. Ces bibles monumentales constituent par ailleurs des manifestes du renouveau du pouvoir religieux face au pouvoir impérial en Italie. Les laïcs sont pourtant les principaux commanditaires de ces manuscrits et tous ne sont des partisans de la réforme papale, certains appartenant plutôt au parti impérial. Le rôle ambivalent d'Ermenfried de Sion, commanditaire d'une bible toujours conservée à Sion (Valais) est révélateur de la porosité des deux camps qui sont censés s'opposer alors : il est légat du pape à plusieurs reprises puis chancelier de Bourgogne pour le compte de l'empereur Henri IV. Ces bibles sont généralement offertes à des institutions religieuses.
Le lieu de fabrication de ces bibles est difficile à déterminer. Aucun des premiers manuscrits ne contient de colophon indiquant leur atelier d'origine. Les bibles sont cependant suffisamment variées pour pouvoir dire qu'elles proviennent d'ateliers multiples. La plus ancienne bible contenant un tel colophon est la Bible Corbolinus (Bibliothèque Laurentienne, Conv. Soppr. 630) date de 1140 et provient de Toscane. De manière générale, il semble que seule une minorité des manuscrits proviennent de Rome et d'Ombrie mais plus souvent de Toscane et des environs de Pise.

## Principales caractéristiques
La centaine de manuscrits recensés de ce type présentent une grande homogénéité. Elles sont toutes de grande taille (55 x 35 en moyenne) ce qui leur a donné le nom d'« atlantique ». Elles contiennent le texte complet de la Vulgate et sont systématiquement écrites en minuscules carolines. Leur illustration est aussi uniformisée sous la forme de grandes lettrines de couleur placées au début de chaque livre biblique et de style géométrique. Elles s'étendent généralement sur toute la longueur de la page au début de la lettre de dédicace de saint Jérôme et au début du livre de la Genèse. Les canons de concordances sont situés systématiquement avant le Nouveau Testament. Deux types de lettrines se retrouvent dans les bibles : les lettrines hollow schaft contenant de petits compartiments dans le corps de la lettre décorés de motifs en feuillages ou abstraits, typiques des plus anciennes bibles généralement romaines ou ombriennes tandis que les lettrines full schaft, décorées d'un ruban de couleurs recouverts d'entrelacs blancs, sont typiques des bibles toscanes, plus tardives
Les manuscrits les plus précieux sont décorés par ailleurs de miniatures de plus ou moins grande taille dans le style roman alors naissant en Italie. 

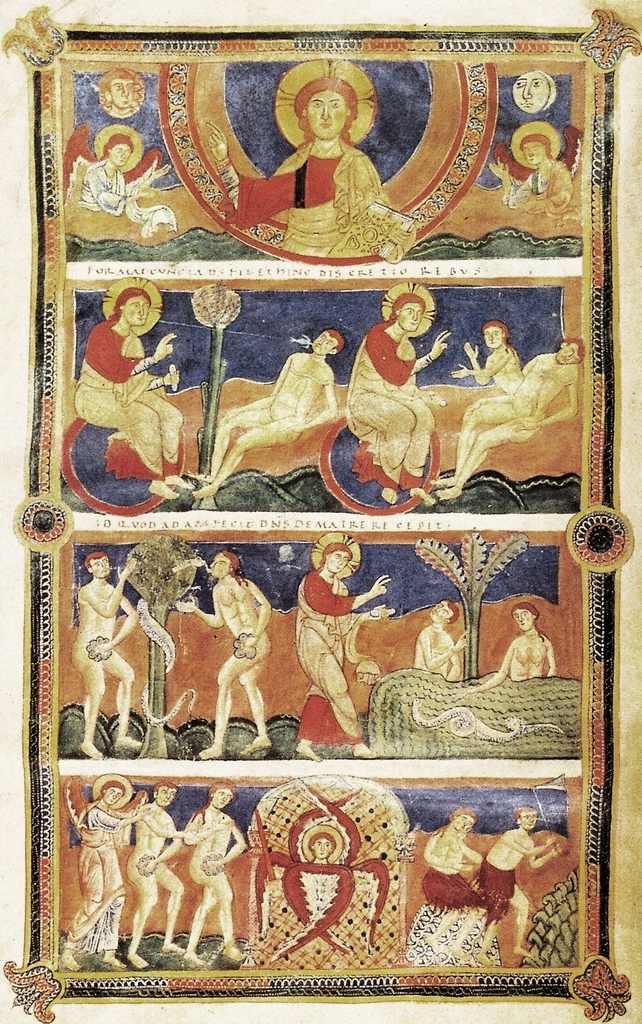
Miniature pleine page de la bible du Panthéon, Bibliothèque apostolique vaticane.
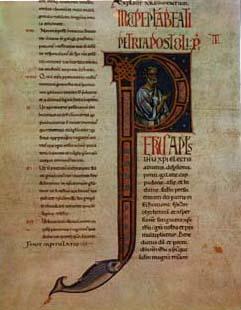
Lettrine de la Bible de Calci, Musée national San Matteo
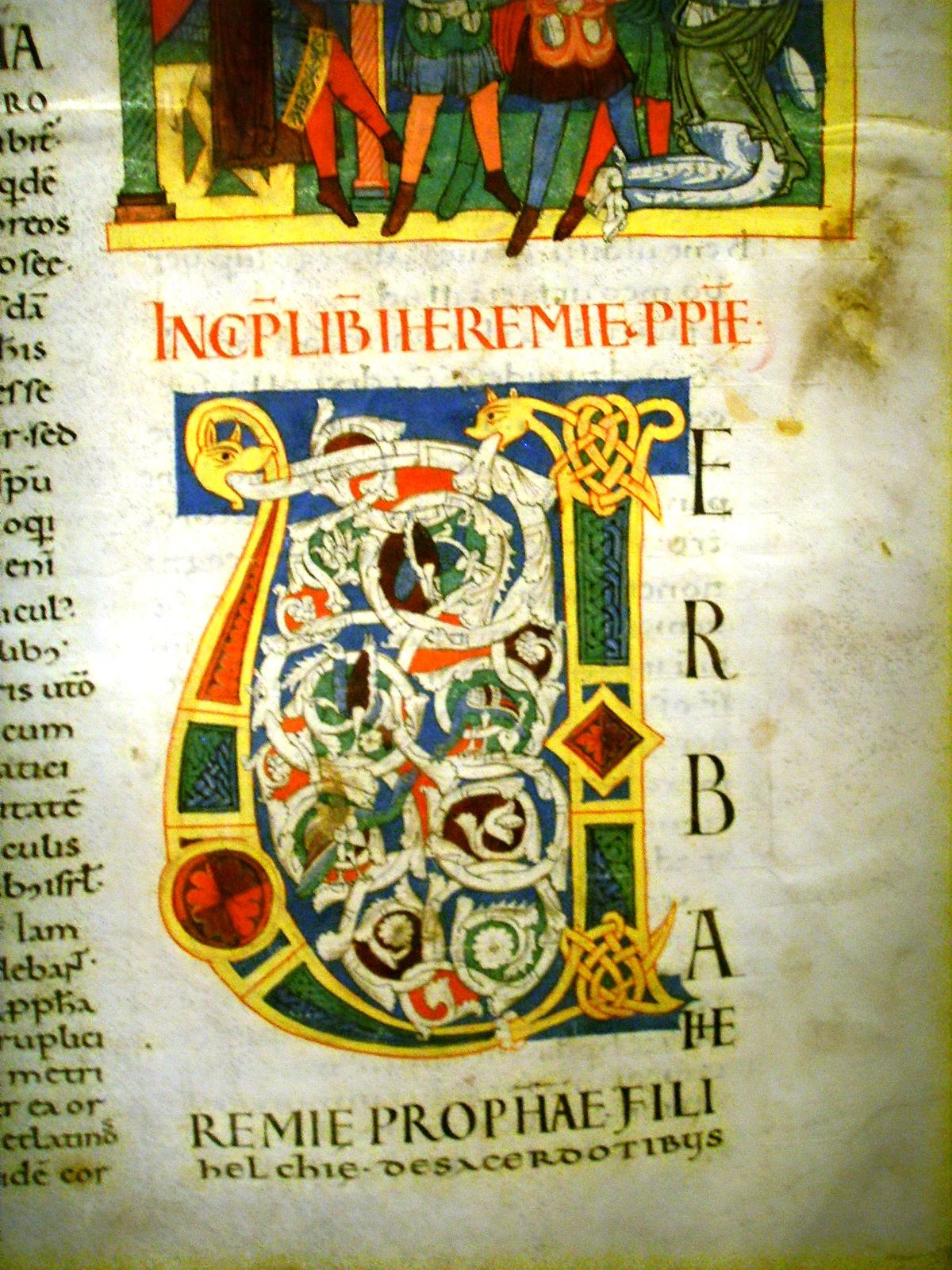
Détail d'une lettrine de la bible de Santa Maria del Fiore

## Historiographie
C'est l'historien de l'art Pietro Toesca qui donne pour la première fois le nom d'« atlantique » ces grandes bibles romanes en 1912.